# Gladwyn Jebb
Lord Hubert Miles Gladwyn Jebb, I barone Gladwyn (Firbeck, 25 aprile 1900 – Halesworth, 24 ottobre 1996), è stato un politico e diplomatico britannico.

## Biografia
Jebb ha svolto ruoli diplomatici per la propria nazione a partire dal 1924, lavorando a Teheran e Roma. Dopo la seconda guerra mondiale, ha ricoperto il ruolo temporaneo di segretario generale delle Nazioni Unite dal 1945 al 1946, poi è diventato ambasciatore del Regno Unito alle Nazioni Unite dal 1950 al 1954, e poi è stato a Parigi dal 1954 al 1960.
Nel 1960 Jebb è divenuto membro del partito liberale inglese, di cui è stato leader dal 1965 al 1988; negli stessi anni è stato anche membro del Parlamento europeo (1973-1976).